# Sottrup Sogn
Sottrup Sogn er et sogn i Sønderborg Provsti (Haderslev Stift).
Sottrup Sogn hørte til Nybøl Herred i Sønderborg Amt. Sottrup sognekommune blev ved kommunalreformen i 1970 indlemmet i Sundeved Kommune, der ved strukturreformen i 2007 indgik i Sønderborg Kommune.
I Sottrup Sogn ligger Sottrup Kirke.
I sognet findes følgende autoriserede stednavne:
- Baså (bebyggelse)
- Dal (bebyggelse)
- Fuglsang (bebyggelse)
- Møllesned (areal)
- Nydam (areal)
- Osmark (bebyggelse)
- Sandbjerg (bebyggelse, ejerlav)
- Snogbæk Huk (areal)
- Snogbæk Vestermark (bebyggelse)
- Snogbæk Østerskov (bebyggelse)
- Snogbækmark (bebyggelse)
- Sottrup (ejerlav)
- Sottrup Mark (bebyggelse)
- Sottrupskov (bebyggelse)
- Vester Snogbæk (bebyggelse, ejerlav)
- Vester Sottrup (bebyggelse)
- Øster Snogbæk (bebyggelse, ejerlav)
- Øster Sottrup (bebyggelse)

## Afstemningsresultat
Folkeafstemningen ved Genforeningen i 1920 gav i Sottrup Sogn 795 stemmer for Danmark, 103 for Tyskland. Af vælgerne var 75 tilrejst fra Danmark, 46 fra Tyskland. 